# Момин жерав
Моминият жерав (Anthropoides virgo) е птица от семейство Жерави. Среща се и в България. Изчезнал като гнездящ вид в България, сега е установен само по време на миграция и като случаен посетител.

## Физически характеристики
Дължината на тялото му е 95 cm, а размаха на крилата – 175 cm. Има възрастов диморфизъм. Цветът на оперението на възрастните е от гълъбовосиво до оловносиво, като главата, шията, гърдите и маховите пера са лъскавочерни; перата по долната част на шията са дълги и покриват гърдите; отстрани на главата имат кичури от бели пера; перата по кръста също са дълги и покриват опашката. При младите главата и шията са сиви, гърбът, крилата и опашката са с кафяв оттенък. Липсват дългите пера по шията и кръста.

## Разпространение
Среща се в Югоизточна Русия, Централна Азия, Северен Китай, Североизточна Африка и Северна Индия.

## Начин на живот и хранене
Обитава разнообразни среди, включително пустинни райони степни райони, обработваеми площи, свръхсолени водоеми, полусолени и сладководни езера и околностите им. За гнездене, обаче предпочитат места с гъста растителност, достатъчно висока за да прикрие гнездото и в същото време да е не по-висока от колкото им позволява да следят за хищници докато гнездят.
Този вид жерав предприема една от най-трудните миграции на света. В късния август до септември, те се събират на ята наброяващи до 400 птици и се приготвят за прелитане към зимното си убежище. През времето на миграционния полет на юг, те се държат подобно всички останали жерави, изпънат врат право напред и крака назад, като при това достигат височини от почти 8000 м. През полета си те прелитат над Хималайските планини за да достигнат Индия, където прекарват зимата. Много от тях умират от изтощение, глад и хищни птици. Макар да съществуват по-леки и не изискващи такива височини маршрути, този маршрут им е твърдо вроден през безрой миграционни цикъла в миналото. В районите им на зимуване са наблюдавани да образуват ята заедно с обикновените жерави като набират общо количество достигащо до 20 000 птици. Момините жерави поддържат собствени социални групи в общото ято. През март и април, те започват маратонското си пътуване обратно към районите за гнездене на север.